# Velisemõisa
Velisemõisa – wieś w Estonii, prowincji Rapla, w gminie Märjamaa.